# Kortright Centre for Conservation

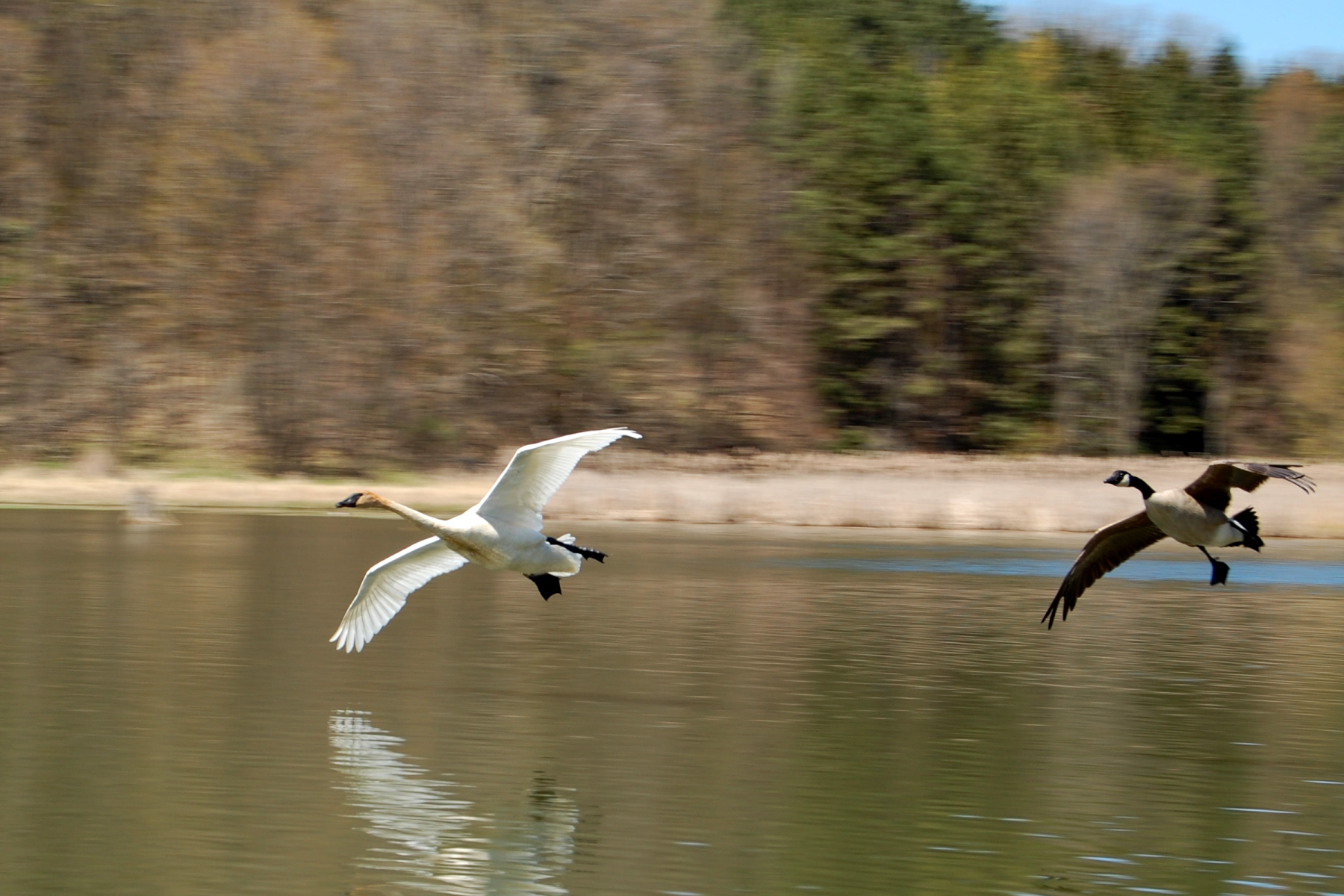
Aves voando sobre um lago no Kortright Centre.

Kortright Centre for Conservation, ou simplesmente Kortright Centre, é uma área de conservação em Vaughan, Ontário, Canadá, na região metropolitana de Toronto.
Foi aberto em 1979, e tem seu nome em homenagem ao engenheiro Francis Kortright (1887–1972).